# Academia Naval Cesar Augusto de Wint Lavandier
Academia Naval Vicealmirante Cesar Augusto de Wint Lavandier (fundada como Academia Naval, Marina de Guerra de la República Dominicana, el 28 de mayo de 1875 en Sans Souci, Santo Domingo Este, República Dominicana) es una Academia Militar que forma los Guardiamarinas (cadetes) de la Armada de República Dominicana; quienes tras un período de cuatro años, reciben el grado de Teniente de Corbeta.

## Historia
La Academia Naval de la Marina de Guerra como era conocida anteriormente, fue fundada el 28 de mayo de 1875 por el entonces presidente Ignacio María González, mediante el decreto n.º 1410 de ese mismo año.
Más tarde, en el año 1894, el entonces presidente Ulises Heureaux, aumentó el período de entrenamiento a cuatro años, lo cual se mantiene hasta la fecha.
La Academia Naval recibió diferentes nombres desde su fundación hasta la fecha, recibiendo su nombre actual en honor al Vicealmirante Cesar A. de Wint Lavandier, quien fue instructor por las de 30 años de la alta casa de estudios, como también de la Academia Militar Batalla de las Carreras.

## Estudios Superiores
La Academia Aérea, al igual que las demás academias militares de las Fuerzas Armadas Dominicanas, son dependencias del Instituto Superior para la Defensa (INSUDE), este que funge como organismo rector del sistema de educación de las Fuerzas Armadas Dominicanas.
Los guardiamarinas (cadetes) que cursan estudios en la Academia Naval, reciben al finalizar su período de formación el título de Licenciados en Ciencias Navales, esto con una duración de cuatro años, divididos en 8 semestres, en los cuales los guardiamarinas cursan 102 asignaturas.

## Docentes Destacados
Harold Modesto, escritor dominicano, abogado, docente e investigador, catedrático de la Academia Naval de Estudios Superiores vicealmirante Cesar A. De Windt Lavandier (2010-2017) a cargo de las asignaturas Derechos Humanos y Derecho Internacional Humanitario, Derecho Castrense, Derecho Constitucional, Derecho Público Interno, Derecho Internacional Público y Leyes y Reglamentos de las Fuerzas Armadas. También fue docente de la Escuela de Graduados de Comando y Estado Mayor Naval (EGCEMN). En la actualidad ocupa el cargo de Secretario General del Defensor del Pueblo. 

## Ingreso y Requisitos[5]
El procedimiento de ingreso para los dominicanos y extranjeros, se realiza mediante una convocatoria abierta para jóvenes de 16 a 21 años de edad.
- Ser Dominicano de nacimiento u origen.
- Ser Bachiller.
- Edad: Mayor de 16 Y Menor de 21 Años. Los aspirantes menores de 18 años de edad necesitan la autorización de sus padres o tutores.
- Estatura no menos De: 5’6’’ (Masculino), 5’4’’ (Femenino).
- Gozar de buena salud física y mental..
- Ser soltero y no tener descendencias.
- No estar subjúdice ni haber sido condenado a pena aflictiva, infamante o correccional que conlleven deshonra, comprobado mediante una sentencia con la autoridad de la cosa irrevocablemente juzgada.

Demás requisitos y requisitos de ingreso se establecen en el reglamento interno de la Academia Naval